# عجایب هفت‌گانه

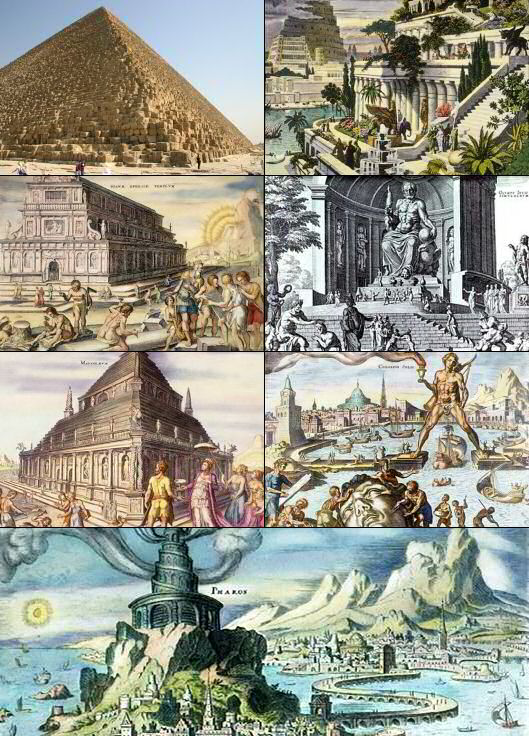
عجایب هفتگانه از چپ به راست بالا به پایین:هرم بزرگ جیزه، باغهای معلق بابل، نیایشگاه آرتمیس، مجسمه زئوس، آرامگاه هالیکارناسوس، تندیس غول‌پیکر رودس و فانوس دریایی اسکندریه

عجایب هفت‌گانه یا شگفتی‌های هفت‌گانه به هفت اثر برتر معماری و مجسمه‌سازی دوران باستان گفته می‌شود. این هفت اثر ظاهراً نخستین بار توسط یک فنیقیایی یونانی‌الاصل به نام انتیپاتر صیدایی در دومین سده پیش از میلاد در یک کتاب ثبت شده است، اگر چه این کار به افراد دیگری همچون فیلو اهل بیزانتیوم، استرابون، هرودوت و دیودور سیسیلی نیز نسبت داده شده است. انتیپاتر صیدایی در شعری در سال ۱۴۰ پیش از میلاد چنین سروده است: «پیش از این به چشم خود دیده‌ام دیوار بابل پر عظمت را که گذرگاه ارابه هاست، و نیز مجسمه زئوس را بر کرانهٔ آلفوس، باغ‌های معلق و کولسوس آفتاب را، اُبهت اهرام سر به آسمان ساییده و آرامگاه بی‌کران ماسول را؛ ولی آن زمان که نظاره می‌کردم خانهٔ آرتمیس را بنا شده بر ابرها، نبوغ آن همه اعجاز در نظرم رنگ باخت و با خود اندیشیدم: پس از المپ، خورشید چیزی به این عظمت ندیده است، هرگز.» به هر حال آنچه مسلم است این است که وی در زمانی می‌زیسته که تمام این شاهکارهای هنری سالم و موجود بوده‌اند و او نمی‌خواست ویرانه‌ها را به هم عصران خود معرفی کند.
نکتهٔ دیگر دربارهٔ این آثار انتخاب عدد هفت برای تعداد آن‌هاست. دلیل این امر هم مقدس بودن این عدد است. عدد هفت چه در گذشته و چه در حال، برای انسان محترم و مقدس بوده به‌طوری‌که تقریباً در هر گونه تقسیم‌بندی به این عدد توجه شده است.

## تاریخچه فهرست
تهیه فهرست کامل عجایب هفت‌گانه در اصل حدود سده دوم پیش از میلاد کامل شده است و اولین اشاره به تهیه این مجموعه مکتوب در کتاب تاریخ هرودوت آمده است که به سده ۵ پیش از میلاد مربوط می‌شود.
چندین دهه بعد از آن، تاریخ‌نگاران یونانی دربارهٔ بزرگ‌ترین بناهای تاریخی دوران خود شروع به نوشتن کردند. از جمله کالیماکوس (Callimachus) - که در ۳۰۵ تا ۲۴۰ قبل از میلاد می‌زیست - سر کتابدار کتابخانه اسکندریه، «مجموعه‌ای از عجایب جهان» را تهیه کرد. امروزه، تنها چیزی که دربارهٔ این مجموعه می‌دانیم، همین عنوان آن است و بس، به این دلیل که این کتاب نیز در آتش‌سوزی بزرگ کتابخانه اسکندریه از بین رفت.
فهرست نهایی عجایب هفت‌گانه در قرون وسطی تکمیل شد. این فهرست شامل چشمگیرترین بناهای تاریخی جهان باستان بود که از بعضی، شواهد بسیار اندکی در دست بود و تعدادی نیز اصلاً باقی نمانده بودند. آثار کنده‌کاری هنرمند هلندی مارتن ون هیمسکرک (Marten Van Heemskerck) و کتاب تاریخ معماری یوهان فیشر ون ارلاخ (Johann Fischer von Erlach) از قدیمی‌ترین منابعی هستند که در آن به این فهرست عجایب هفت‌گانه اشاره شده است.

### فهرست اروپایی
از زمان‌های بسیار قدیم تاکنون، فهرست‌های متعدد و متفاوتی از عجایب هفتگانه به نگارش درآمده است. فهرست اروپا-محور مذکور بدین قرار است:
| عجایب                | سال ساخت                                                      | سازنده                               | تاریخ ویران‌شدن                                                         | علت ویرانی                          | موقعیت کنونی                                       |
| -------------------- | ------------------------------------------------------------- | ------------------------------------ | ---------------------------------------------------------------------- | ----------------------------------- | -------------------------------------------------- |
| هرم بزرگ جیزه        | ۲۵۸۴ الی ۲۵۶۱ سال قبل از میلاد مسیح                           | مصر باستان                           | همچنان موجود                                                           | مجموعه اهرام جیزه، مصر              |                                                    |
| باغ‌های معلق بابل     | حدود ۶۰۰ سال قبل از میلاد مسیح                                | تمدن بابل یا آشور بابلی‌ها یا آشوریان | بعد از اولین قرن قبل از میلاد مسیح                                     | نا مشخص                             | حله، استان بابل، عراق، یا نینوا، نینوا استان، عراق |
| معبد آرتمیس          | ۵۵۰ سال قبل از میلاد مسیح                                     | لیدیه، یونان باستان                  | ۳۵۶ قبل از میلاد (به وسیله هرستراتوس) ۲۶۲ پس از میلاد (به وسیله گوت‌ها) | آتش‌سوزی به وسیله هروستراتوس، غارت   | نزدیک سلجوق، استان ازمیر، ترکیه                    |
| تندیس زئوس در المپیا | ۴۶۶–۴۵۶ سال قبل از میلاد مسیح (معبد) ۴۳۵ قبل از میلاد (مجسمه) | یونان باستان                         | قرن ۵ و ۶ بعد از میلاد                                                 | آتش                                 | المپیا، یونان                                      |
| آرامگاه هالیکارناسوس | ۳۵۱ سال قبل از میلاد مسیح                                     | کاریایی‌ها، هخامنشیان، یونان باستان   | بعد از میلاد ۱۴۹۴                                                      | ساختمان اصلی به علت سیل از بین رفت. | بودروم، ترکیه                                      |
| غول رودس             | ۲۹۲الی۲۸۰ سال قبل از میلاد مسیح                               | یونان باستان                         | ۲۲۶ قبل از میلاد                                                       | زمین‌لرزه ۲۲۶ پیش از میلاد رودس      | رودس، یونان                                        |
| فانوس اسکندریه       | ۲۸۰ سال قبل از میلاد مسیح                                     | امپراتوری بطلمیوسی، یونان باستان     | بعد از میلاد ۱۳۰۳–۱۴۸۰                                                 | زمین‌لرزه                            | اسکندریه، مصر                                      |

## نظرها دربارهٔ عجایب هفتگانه
شواهد باستان‌شناسی از بسیاری از اسرار تاریخی که قرن‌ها عجایب هفت‌گانه را احاطه کرده بودند، پرده برداشته است. عجایب هفت‌گانه برای سازندگانشان نمادهایی از مذهب، اسطوره‌شناسی، هنر، قدرت و علم بودند و برای ما، آن‌ها شواهدی از توانایی انسان هستند. بر اساس تحقیقات به‌روز از آوار به‌جای مانده در زیر اقیانوس مشخص شده فانوس اسکندریه به‌صورت مارپیچی نبوده است.